# Rasstandard (hundar)

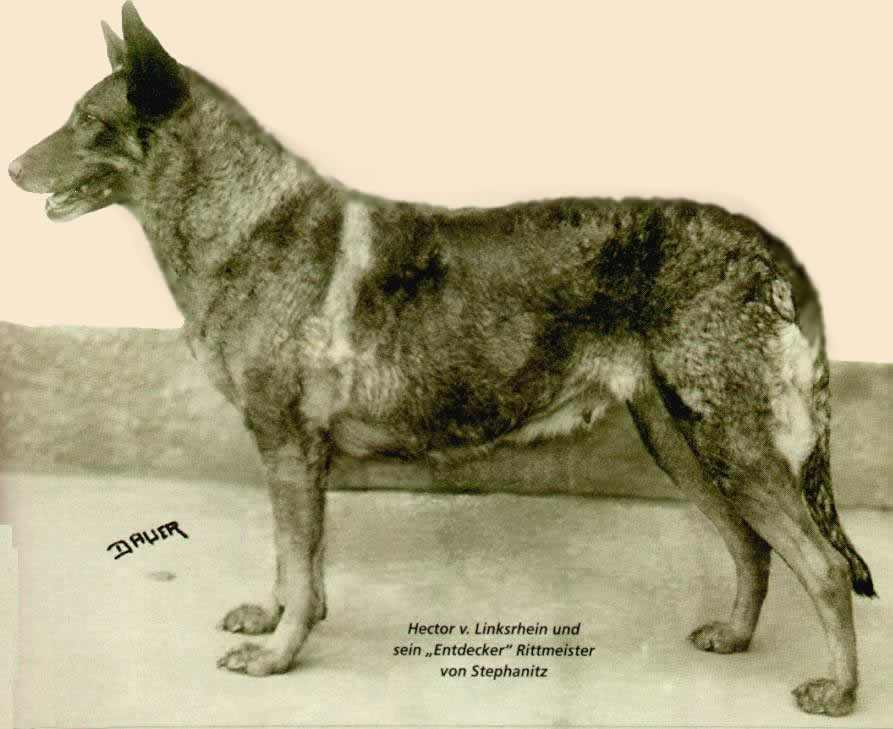
Horand von Grafrath, hunden från vilken Max von Stephanitz definierade den tyska schäferhundens standard.

Rasstandard (för hundar) är ett dokument som fastställer hur det eftersträvansvärda idealet för rasen i fråga ser ut. Bland annat beskrivs helhetsintryck, bett, ögonform, kroppens byggnad, päls och teckning. Så gott som alla standarder lämnar tillräckligt mycket utrymme för att flera linjer kan utvecklas inom en ras, med något  annorlunda form och funktion, som ändå faller inom standardens ram och kan anses korrekta.
Olika rasklubbar i olika länder följer olika standarder, vilket har lett till att raser kan se olika ut i olika länder, beroende på vilken klubb man följer.